# Старостенко Ганна Григорівна
Старостенко Ганна Григорівна (16 лютого 1949 року, с. Морівськ, Козелецький район, Чернігівська обл. — 10 травня 2022 м. Ірпінь, Київська область) — українська демографістка, економістка, філософ, доктор економічних наук, Університет державної фіскальної служби України, професор кафедри економічної теорії УДФСУ, заслужена діячка науки й техніки, радниця податкової служби І рангу, член-кореспондент Інженерної академії України.

## Життєпис
Народилася 16 лютого 1949 р. у с. Морівську на Чернігівщині. Вступила на географічний факультет Київського національного університету ім. Т.Шевченка у 1967 році. Після закінчення навчання стала викладачкою Петрозаводського університету ім. Куусінена. Протягом 1983—1997 рр. працювала у Інституті географії АН УРСР, де захистила кандидатську дисертацію на тему «Социальная сущность миграционных процессов в развитом социалистическом обществе» (1985 р.). У 1999 р. отримала звання професора Українського фінансово-економічного інституту (нині — Національний університет державної податкової служби України), захистивши докторську дисертацію на тему «Методологія й практика досліджень відтворення населення України (регіональний аспект)».
Наукова робота
Старостенко Ганною Григорівною проаналізовано тенденції на ринку праці України та регіонів; визначено зміст окремих понять, принципів і методів дослідження неповної зайнятості і безробіття населення; розроблено наукові засади дослідження соціально-економічних процесів в Україні у період реформування економіки, виявлено закономірність процесів відтворення населення, виконано систематизацію процесів відтворення населення, визначено наукові засади і засоби управління їх розвитком.

## Почесні звання
Член Вченої ради НУДПСУ та спеціалізованої вченої ради із захисту докторських дисертацій КНЕУ. Нагороджена знаком
«Почесний працівник державної податкової служби України».
Член редакційної колегії багатьох наукових журналів. Співавтор серії монографій на почесне звання «Заслужений діяч науки і техніки АН України за 1993 рік». У 1999 році Старостенко Г. Г. присвоєно спеціальне звання — Радник податкової служби І рангу.